# Luca Mayr-Fälten
Luca David Mayr-Fälten (* 6. April 1996 in Steyr) ist ein österreichisch-schwedischer Fußballspieler.

## Karriere
Mayr-Fälten begann seine Karriere beim SK Amateure Steyr. Danach wechselte er zur SV Ried. Sein Debüt für die Bundesligamannschaft gab er am 34. Spieltag der Saison 2014/15 gegen den SCR Altach. Im Sommer 2016 verließ er die Oberösterreicher, um in den USA ein College zu besuchen.
Daher ging Mayr-Fälten an die University of South Carolina, wo er neben seinem Studium auch für die South Carolina Gamecocks spielte. Zwischen 2017 und 2018 spielte er während der spielfreien Zeit seiner Universität für die Flint City Bucks in der Premier Development League. 2019 spielte er kurzzeitig in der gleichen Liga für die Tormenta FC 2. Nachdem er sein Studium im Hauptfachgebiet International Business abgeschlossen hatte, wechselte Mayr-Fälten nach mehrmonatiger Vereinslosigkeit im Dezember 2019 zur ersten Mannschaft des Tormenta FC in die USL League One. In zwei Spielzeiten bei Tormenta kam er zu insgesamt 41 Einsätzen in der dritthöchsten US-amerikanischen Spielklasse, in denen er acht Tore erzielte. Nach der Saison 2021 verließ er den Klub nach seinem Vertragsende.
Daraufhin kehrte er im Jänner 2022 nach fünfeinhalb Jahren in den USA wieder nach Österreich zurück und wechselte zum Zweitligisten SK Vorwärts Steyr, bei dem er einen bis Juni 2022 laufenden Vertrag erhielt. In Steyr kam er insgesamt zu zehn Einsätzen in der 2. Liga, in denen er zweimal traf. Nach seinem Vertragsende verließ er Steyr nach der Saison 2021/22 wieder und wechselte mit seinem Bruder zum viertklassigen SV Grün-Weiß Micheldorf.

## Persönliches
Mayr-Fälten wurde als Sohn einer Schwedin und eines Österreichers in Steyr geboren und wuchs auch dort auf. Sein Onkel Stefan Fältén war ebenfalls Fußballspieler. Sein Bruder Robin (* 2001) ist ebenfalls Fußballspieler.